# قزل غیرت
قزل غیرت (به قزاقی: Qyzylqayrat) یک منطقهٔ مسکونی در قزاقستان است که در استان آلماتی واقع شده‌است.